# Mausoléu Baba Tahir (Khorramabad)
O Mausoléu Baba Tahir (em persa: آرامگاه باباطاهر) é um mausoléu que foi construído durante o período da dinastia Khwarazmian e está localizado em Khorramabad. É uma Obra Nacional do Irão.